# Joan La Barbara
Joan La Barbara (* 8. Juni 1947 in Philadelphia) ist eine Sängerin und Komponistin zeitgenössischer Musik.

## Leben
La Barbara studierte an der Syracuse University bei Helen Boatwright, bevor sie ihr Bakkalaureat an der New York University ablegte. Ab 1971 hat sie zunächst im Ensemble von Steve Reich gearbeitet und war ab 1974 Mitglied des Ensembles von Philip Glass und sang bei der Uraufführung der Oper Einstein on the Beach. Seit 1979 hat sie auch mit ihrem Gatten, dem Komponisten Morton Subotnick, gearbeitet. Auch andere Komponisten wie John Cage, David Tudor, Robert Ashley, Morton Feldman, Larry Austin, Phill Niblock oder Peter Laurence Gordon komponierten für sie Vokalstücke, die sie erfolgreich aufführte. Daneben arbeitete sie auch mit Jazzmusikern wie Jim Hall und Don Sebesky.
La Barbara ist vor allem aufgrund ihrer gesanglichen Fähigkeiten und ihrer erweiterten Vokaltechniken bekannt, die sie auch in Meisterkursen vermittelt. Daneben hat sie auch zahlreiche Kompositionen geschrieben, etwa die Sprechoper An American Rendition, die 2008 in New York uraufgeführt wurde, oder 73 Poems nach Texten von Kenneth Goldsmith. Auch hat sie für die Sesamstraße den Zeichentrickfilm Signing Alphabet (1977) vertont.

## Diskographie (Auswahl)
- Voice Is the Original Instrument: Early Works (1976/2003, Wizard Records/Lovely Music)
- The Reluctant Gypsy (1980, Wizard Records)
- Sound Paintings (1990, Lovely Music)
- Singing Through John Cage (1990, New Albion Records)
- Shamansong (1998, New World Music)